# Phil Campbell
Philip Anthony "Phil" Campbell, född 7 maj 1961 i Pontypridd, Wales, är en brittisk musiker. Han var gitarrist i det brittiska bandet Motörhead från 1984 till 2015 då bandet upplöstes, och har tidigare varit gitarrist i Persian Risk.

## Biografi
Phil Cambell började att spela gitarr när han var tio år gammal, inspirerad av gitarrister som Jimi Hendrix, Tony Iommi, Jimmy Page, Michael Schenker och Todd Rundgren. I tolvårsåldern fick Campbell Lemmys autograf efter en spelning med bandet Hawkwind. När han var 13 år spelade han halvprofessionellt med olika lokala band i södra Wales. Han köpte sin första gitarr 1973, men den blev nästan omedelbart stulen.[källa behövs]
1979 bildade han ett eget band, Persian Risk. De spelade in och släppte två singlar,  "Calling For You" (1981) och "Ridin' High" (1983). På olika samlingsalbum av Motörhead har de lagt till olika Persian Risk-sånger.

### Motörhead

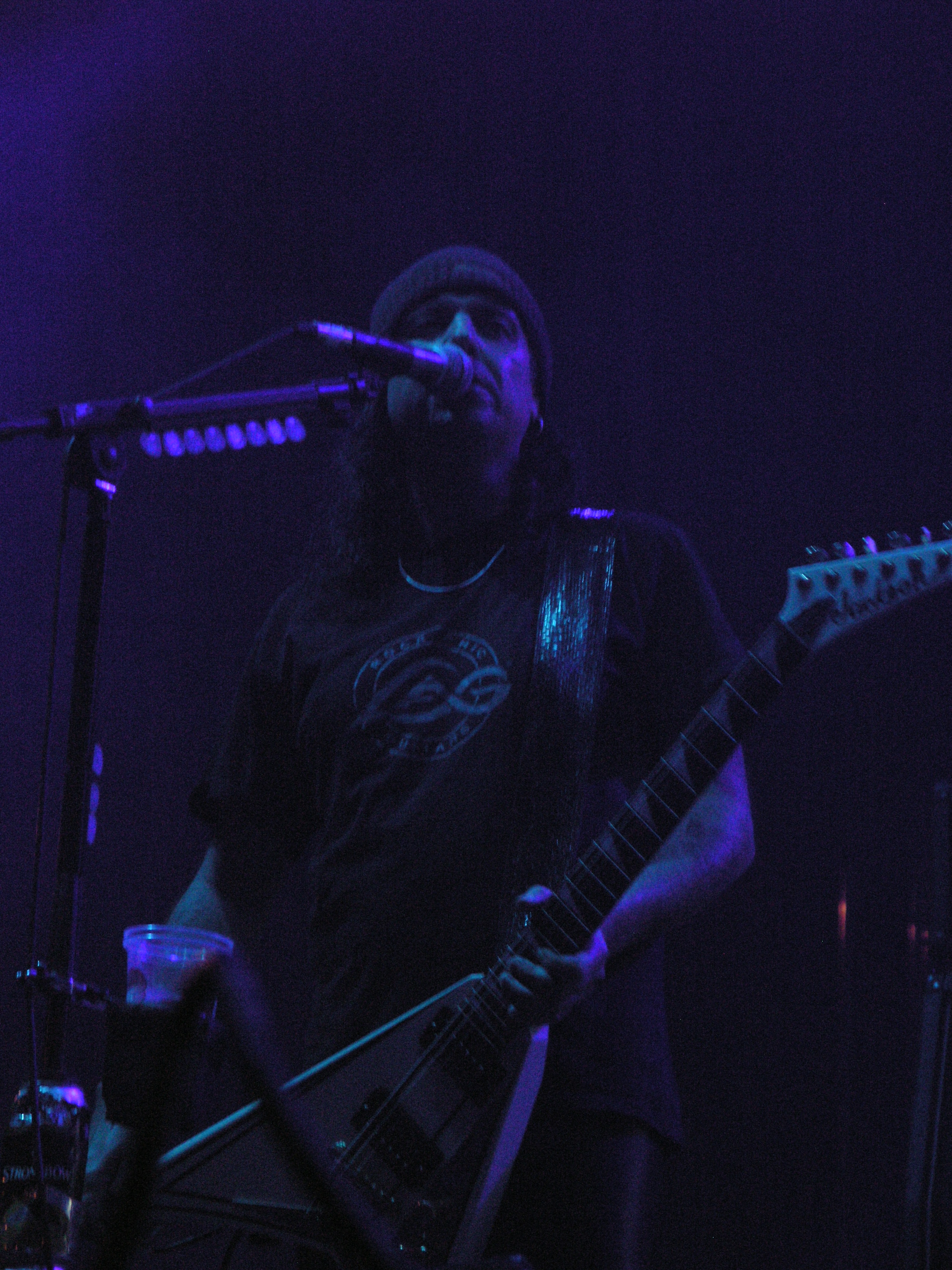
Phil Campbell live på Masters of Rock 2007

1984 sparkades Brian Robertson av Motörhead efter allt för stor alkoholkonsumtion. Lemmy höll nästan omedelbart auditions för att hitta en ny gitarrist. Till slut stod det mellan Phil Campbell och Michael Burston. Lemmy kände till Phil redan tidigare, då hans band hade agerat förband till Motörhead under en turné. Lemmys plan var att bara ta med en gitarrist, men Burston och Campbell kompletterade varandra så bra att de båda fick gå med i gruppen.
Den 14 februari 1984 spelade Motörhead, med sina två nya medlemmar, in några instrumentala låtar till tv-serien The Young Ones. Strax efter detta släpptes samlingsalbumet No Remorse. Campbell har sedan detta fortsatt att turnera och släppa skivor med bandet, och han är den som har varit medlem i Motörhead näst längst, efter Lemmy. 